# Séamus Horgan
Séamus Patrick Horgan (ur. 31 sierpnia 1969 w Ennis) – irlandzki duchowny katolicki, arcybiskup, nuncjusz apostolski w Sudanie Południowym.

## Życiorys
11 czerwca 1994 otrzymał święcenia kapłańskie i został inkardynowany do diecezji Killaloe. Otrzymał przygotowanie do służby dyplomatycznej na Papieskiej Akademii Kościelnej. W 2005 rozpoczął pracę w nuncjaturze apostolskiej w Ugandzie. Następnie był sekretarzem nuncjatur w Szwajcarii (2008–2012) i na Filipinach (2012–2015). W 2015 został pracownikiem sekcji II Sekretariatu Stanu Stolicy Apostolskiej. W latach 2020–2024 był radcą nuncjatury w Stanach Zjednoczonych.

### Episkopat
14 maja 2024 papież Franciszek mianował go nuncjuszem apostolskim w Sudanie Południowym oraz arcybiskupem tytularnym Árd Sratha. Sakry udzielił mu 27 lipca 2024 Sekretarz stanu Stolicy Apostolskiej, kardynał Pietro Parolin. 